# L'hotel dels fantasmes
L'hotel dels fantasmes (títol original: High Spirits) és una pel·lícula americano-britànica realitzat per Neil Jordan i estrenada l'any 1988. Ha estat doblada al català.

## Argument
Peter Plunkett és el propietari d'un vell castell irlandès transformat en casa d'hostes. Endeutat amb un home de negocis estatunidenc, Plunkett decideix transformar el castell en atracció turística fent interpretar els fantasmes als seus empleats. La superxeria és ràpidament descoberta, però el castell resulta tenir igualment autèntics fantasmes.

## Repartiment
- Steve Guttenberg: Jack Crawford
- Daryl Hannah: Mary Plunkett Brogan
- Peter O'Toole: Peter Plunkett
- Beverly De Angelo: Sharon Brogan Crawford
- Liam Neeson: Martin Brogan
- Martin Ferrero: Malcolm
- Jennifer Tilly: Miranda
- Peter Gallagher: Germà Tony
- Connie Booth: Marge
- Donal McCann: Eamon
- Tom Hickey: Sampson
- Liz Smith: la Sra. Plunkett
- Ray McAnally: Plunkett pare
- Mary Coughlan: Katie

## Al voltant de la pel·lícula
- La pel·lícula va resultar ser un fracàs al box office americà, informant només 8.578.231 dòlars. El director Neil Jordan ha afirmat sempre que la versió difosa en sales era molt diferent a la seva pròpia versió perquè va ser apartat del muntatge final.
- Daryl Hannah va ser nominada al Razzie Awards 1988 pel pitjor segon paper femení pel seu paper de la casada fantasma, Mary Plunkett Brogan.